# Сан Карлос (Калифорнија)
Сан Карлос (енгл. San Carlos) град је у америчкој савезној држави Калифорнија. По попису становништва из 2010. у њему је живело 28.406 становника.

## Демографија
Према попису становништва из 2010. у граду је живело 28.406 становника, што је 688 (2,5%) становника више него 2000. године.
| Група             | 2000.          | 2010.          |
| Белци             | 22.234 (80,2%) | 20.786 (73,2%) |
| Афроамериканци    | 209 (0,8%)     | 233 (0,8%)     |
| Азијати           | 2.182 (7,9%)   | 3.267 (11,5%)  |
| Хиспаноамериканци | 2.133 (7,7%)   | 2.855 (10,1%)  |
| Укупно            | 27.718         | 28.406         |